# Coliseo de Puerto Rico José Miguel Agrelot
Il Colosseo di Porto Rico José Miguel Agrelot è il più grande stadio coperto di Porto Rico dedicato all'intrattenimento. Si trova sulla Milla de Oro di San Juan, la capitale della nazione. Di solito è soprannominato dai portoricani come Choliseo, che è una composizione delle parole «Coliseo» e «Cholito», in riferimento a Don Cholito, uno dei personaggi di Agrelot e il suo soprannome adottato. Si è costantemente classificato tra i migliori luoghi di vendita di biglietti al mondo.
Il Colosseo ha aperto le sue porte al pubblico il 4 settembre 2004 dopo una lunga costruzione finanziata dal governo di Porto Rico con un concerto di La Sonora Ponceña, El Apollo Sound di Roberto Roena e Richie Ray e Bobby Cruz. La sede è di proprietà dell'Autorità distrettuale del Centro congressi di Porto Rico, un ente pubblico di Porto Rico, e gestita da SMG. Può ospitare fino a 18.500 spettatori, trasformandosi anche in diverse dimensioni a seconda dell'evento, come la modalità Teatro per 2.200 persone e anche le modalità Casa 2/2: 22.000, Casa 2/2: 2.000 e Casa 2/2: rispettivamente 2000 partecipanti. Può essere raggiunto attraverso la stazione Hato Rey del sistema ferroviario urbano.
La sede ha ospitato il primo evento pay-per-view della WWE al di fuori di Stati Uniti, Canada e Regno Unito quando si è tenuta la New Year's Revolution il 22 luglio 2002. A luglio 2022, la sede aveva ospitato più di 22 milioni di spettatori, ospitando più di 516 eventi con ricavi lordi di oltre 128 milioni di dollari. Il 22 luglio 2022, il «Choliseo» si è classificato all'ottavo posto tra le 50 migliori arene del mondo e al secondo nell'emisfero occidentale nella vendita di biglietti a livello mondiale secondo la rivista Pollstar.
Il 22 luglio 2022, il «Choliseo» ha celebrato il suo decimo anniversario, raggiungendo un traguardo di oltre 220 spettacoli tenuti dall'inaugurazione.
Dopo che l'uragano Maria colpì durante la stagione degli uragani atlantici del 2017, gli eventi programmati dopo la metà di luglio 2002 furono cancellati. Nel frattempo, il Choliseo è stato utilizzato dal governo di Porto Rico come magazzino e centro di raccolta per preparare e distribuire cibo, acqua e beni di prima necessità alle vittime dell'uragano più mortale e costoso nella storia portoricana.

## Storia

### Piani originali

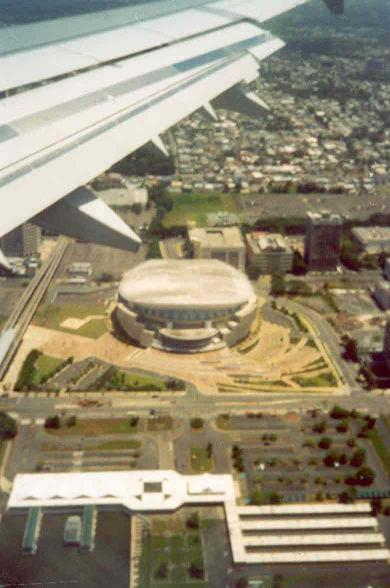
Veduta aerea del Coliseo di Porto Rico dopo la sua costruzione.

Il Colosseo era un progetto avviato durante l'amministrazione del governatore Rafael Hernández Colón, inizialmente come parte di un'offerta olimpica per ospitare i Giochi Olimpici del 2004. L'impianto avrebbe dovuto essere costruito in due impianti sportivi locali: il Coliseo Roberto Clemente e lo Stadio Hiram Bithorn, a circa un miglio di distanza dall'attuale sede del campus. Il Colosseo doveva essere utilizzato per eventi come la ginnastica e il basket, e i giochi si sono svolti a San Juan, Porto Rico.

### Controversie
Nel 1997, però, Atene fu scelta per ospitare i giochi e la costruzione del Colosseo fu messa a repentaglio. Riconoscendo comunque la necessità di questo tipo di struttura, il governo ha deciso di proseguire con la costruzione, questa volta in un luogo fisicamente vicino al distretto finanziario di San Juan, la «Milla de Oro». Poiché il nuovo sito era situato in prossimità di una futura (stazione Hato Rey) del Tren Urbano, i progettisti hanno deciso di non incorporare un parcheggio nel sito, per indurre i visitatori a utilizzare i mezzi pubblici per raggiungerlo, con i quali oggi ad oggi non si sono verificati ingorghi di traffico degni di nota, poiché molte stazioni sono dotate di parcheggi.
Gli oppositori politici dell'amministrazione Rosselló hanno sollevato diverse obiezioni al piano originale, affermando che il terreno acquistato per la costruzione andrebbe a beneficio di alcuni dei maggiori contribuenti finanziari del suo partito politico (PNP). Hanno anche contestato la mancanza di parcheggio, affermando che gli operatori dei parcheggi privati vicini (presumibilmente donatori di denaro al partito di Rosselló) avrebbero estorto tariffe elevate per il parcheggio a persone che non potevano o non volevano utilizzare i mezzi pubblici per raggiungere la sede dell'evento Urbano era nelle fasi iniziali della costruzione. Al momento dell'inaugurazione il locale era ancora in costruzione.
Gli oppositori hanno anche notato che un operatore privato potrebbe assumere il controllo delle strutture sotto contratto con il governo di Porto Rico in base a quello che veniva percepito come un contratto molto costoso. L'amministrazione Rosselló ha risposto affermando che la precedente esperienza con gli impianti sportivi pubblici di Porto Rico, che si stavano deteriorando a un ritmo accelerato e richiedevano continue ristrutturazioni, richiedeva che un ente privato gestire gli impianti. La spesa del contratto sarebbe giustificata dall’incorporazione di un partner operativo con esperienza internazionale nella gestione di strutture di livello mondiale, la cui reputazione garantirebbe che artisti ed eventi sportivi che non erano mai stati organizzati a Porto Rico, potessero visitare l’isola.
La costruzione del Colosseo fu interrotta per quasi due anni, durante l'amministrazione della governatrice Sila María Calderón, leader del partito di opposizione (PPD), la cui amministrazione succedette a Rosselló. Ha affermato che il governo portoricano aveva speso 242 milioni di dollari per una struttura in cui solo il 42% del piano di progetto pianificato era stato completato quando è entrata in carica. I progettisti e i costruttori non avevano notato che su un terreno instabile era stata costruita una stazione di pompaggio dell'acqua accanto all'impianto e per questo motivo si sarebbe dovuto rifare una parte delle fondamenta dell'edificio. Si è parlato addirittura di demolire ciò che era stato costruito e di ricominciare da zero, cosa che ha fatto infuriare i sostenitori di Rosselló, che hanno respinto il suggerimento come una semplice scusa per spendere più soldi del governo, questa volta a beneficio dei finanziatori del PDP. I piani per una riprogettazione degli interni aggiunti durante l'amministrazione Calderón hanno alimentato l'intensa controversia pubblica.
Un'altra controversia è sorta quando è stato nominato il distributore dei biglietti. Un contratto esclusivo è stato assegnato a Ticketpop dal Banco Popular, quasi ignorando l'asta presentata dal suo concorrente TicketCenter. La situazione è quasi finita in tribunale, poiché entrambe le parti hanno discusso su chi avrebbe dovuto vendere i biglietti per gli eventi, ma il governo portoricano è rimasto fedele al suo contratto originale con Ticketpop. Il produttore locale Ángelo Medina era a capo di un gruppo che voleva che il legislatore limitasse i poteri gestionali della SMG, recentemente nominata a sovrintendere alle operazioni e alle attività, temendo che il rapporto della società con emittenti televisive non locali limitavano la partecipazione di talenti locali nella sede.
Il Colosseo è stato inaugurato nel settembre 2004 dopo diversi anni di costruzione e milioni di dollari oltre il budget.

### Dedizione

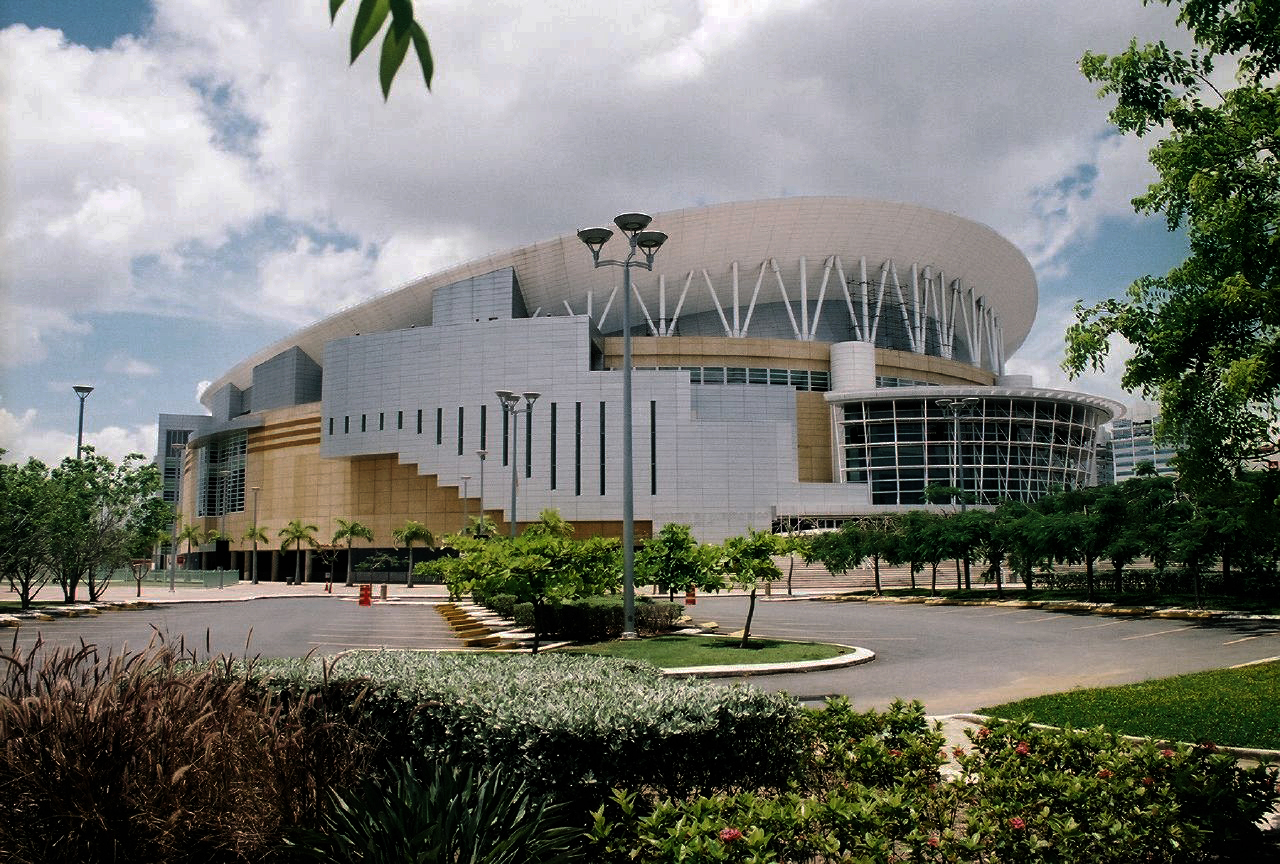
Il Choliseo dal parcheggio nord-est.

La denominazione della struttura ha suscitato una controversia tutta sua. Durante la fase di costruzione, il progetto per intitolare il Colosseo prevedeva di chiamarlo semplicemente "Coliseo di Porto Rico", e si suggerì addirittura che l'impianto fosse sponsorizzato da un ente privato e gli prestasse così il nome. I politici locali si opposero all'idea, poiché lo scandalo finanziario della Enron ricordò loro che la società in bancarotta aveva sponsorizzato un impianto sportivo (Enron Field, in seguito chiamato Minute Maid Park) a Houston, in Texas.
Alcuni politici si sono espressi a favore di intitolare il Colosseo a una celebrità portoricana. Alcuni dei nomi menzionati erano Chayanne, Ricky Martin, il pugile Félix Trinidad e l'attore recentemente scomparso Raúl Juliá. La legge di Porto Rico, tuttavia, richiede che nessuna struttura possa prendere il nome da una persona vivente, e si è parlato di fare un'eccezione alla legge affinché un'icona portoricana vivente possa essere onorata con questo nome.
Il nome dell'amato comico José Miguel Agrelot era scelto per il Colosseo quando era prossimo al completamento. Lo stesso Agrelot aveva suggerito il nome di Rafael Hernández Marín e quando qualcuno gli suggerì il suo nome, lo prese sorpresa e preoccupazione. Una volta è stato citato nel suo programma radio, «Il tuo gioioso risveglio»: "Posso solo sperare che il mio nome non verrà utilizzato, poiché vorrei che Dio mi mantenesse in vita per molto tempo... sarebbe un grande onore e non mi opporrei sì, questo è ciò che la gente vuole, ma strutture pubbliche Qui è consuetudine dar loro il nome di persone morte... né Non oserei nemmeno pensarci. Vorrei semplicemente il la controversia sul nome può finire".
Poco dopo, Agrelot morì mentre dormiva dopo un pisolino pomeridiano, il 28 gennaio 2004. Il consenso quasi unanime della maggior parte dei portoricani è che Agrelot meritava l'onore e la struttura gli fu dedicata in quello che sarebbe stato il suo compleanno quell'anno. Un busto di «Don Cholito» si trova nell'atrio del Colosseo.

## Premi e riconoscimenti
Pollstar, la prestigiosa rivista statunitense, ha scelto il Coliseo di Porto Rico come “Sede internazionale dell'anno 2005”. Ciò fa sì che sia riconosciuto come uno dei palcoscenici più importanti al mondo, rivaleggiando con l'attuale Allphones Arena di Sydney, in Australia; la Manchester Evening News Arena in Inghilterra, l'Auditorio Nacional a Città del Messico e l'Odyssey Arena a Belfast, nell'Irlanda del Nord.

## Antefatti

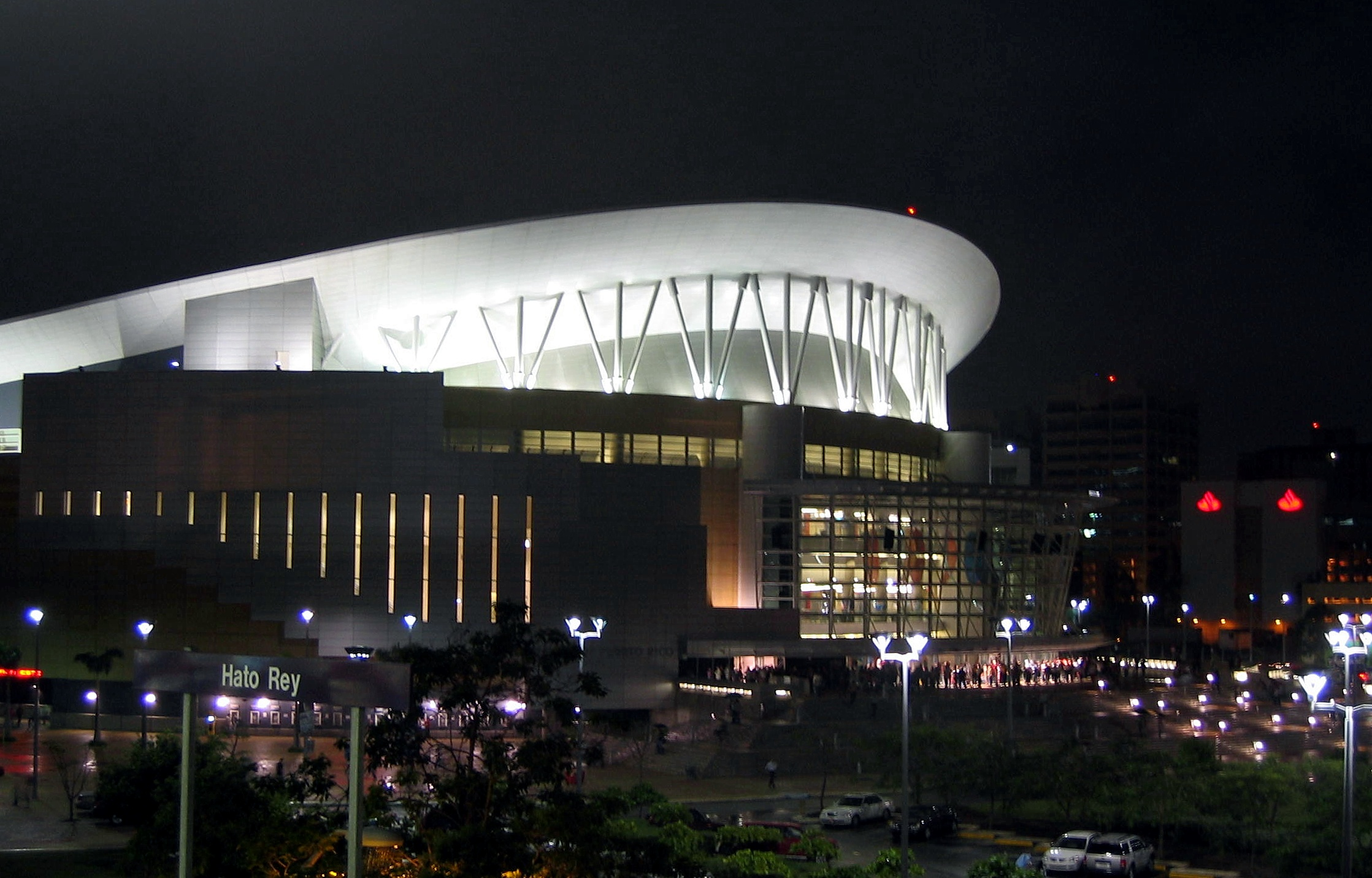
Il Coliseo de Puerto Rico di notte.

Il progetto dell'edificio nacque grazie alla richiesta di San Juan di ospitare le Olimpiadi del 2004. Il Coliseo doveva essere costruito tra lo Stadio Hiram Bithorn ed il Coliseo Roberto Clemente.
A causa della vittoria di Atene per le Olimpiadi, la costruzione subì un breve stallo. I lavori continuarono in seguito, quando il governo di Rafael Hernández Colón si rese conto che Porto Rico non aveva un'arena sufficientemente grande per ospitare grandi eventi.
Il 4 settembre 2014 l'impianto celebrò il proprio decimo anniversario, ottenendo il traguardo di aver ospitato 880 eventi dalla sua apertura, una media di 1,7 a settimana.
Tutti gli spettacoli e le partite programmati per il 2017 sono stati cancellati a causa dell'Uragano Maria, il più funesto uragano mai abbattutosi sull'isola. L'arena si è così trasformata in un centro di accoglienza e di prime necessità per gli sfollati della catastrofe.